# アシルシラン

アシルシランの一般構造

アシルシラン（acylsilane）は、有機化学において炭素―炭素結合形成反応の有用中間体であり、シリルエノールエーテル、アルデヒド、カルボン酸の合成前駆体として使える。塩基または求核剤が存在すると、ブルック転位が進行し、シリル部位が炭素から酸素に移動する。

## 合成
2-リチオ-1,3-ジチアンをシリル化した後、塩化水銀(II)でジチオアセタール基を加水分解することで合成できる。同様の方法は、アシルゲルマンの製造にも用いることができる。
他にも、カルボン酸誘導体から合成する方法が知られている。 
例えば酸塩化物にヘキサメチルジシランを作用させることで合成できる。
RCOCl  +  TMS–TMS   →   RC(O)TMS  + TMSCl